# Nowy cmentarz żydowski w Zarębach Kościelnych
Nowy cmentarz żydowski w Zarębach Kościelnych – kirkut społeczności żydowskiej niegdyś zamieszkującej Zaręby Kościelne. Nie wiadomo kiedy dokładnie powstał, być może w XIX wieku. Został zniszczony podczas II wojny światowej. Nie zachowały się żadne nagrobki. Obecnie teren cmentarza jest używany jako pole uprawne.